# Argentina i olympiska vinterspelen 1928
Argentina deltog med 10 deltagare vid de olympiska vinterspelen 1928 i Sankt Moritz. Ingen av landets deltagare erövrade någon medalj.

## Trupp
- Bob
  - Arturo Gramajo
  - Ricardo González
  - Mariano de María
  - Rafael Iglesias
  - John Victor Nash
  - Eduardo Hope
  - Jorge del Carril
  - Héctor Milberg
  - Horacio Iglesias
  - Horacio Gramajo